# Ľudmila Bezáková
 Ľudmila Bezáková provdaná Siroťáková je bývalá československá krasobruslařka.
Byla členkou klubu Slovan Bratislava. V roce 1972 vybojovala druhé místo na Zimní Univerziádě Na mistrovství Československa 1973 musela po povinných cvicích odstoupit pro zranění.
Její trenéry byli Hilda Múdra a Ivan Mauer.

## Výsledky
| Soutěž                                     | 1965 | 1966 | 1967 | 1968 | 1969 | 1970 | 1971 | 1972 | 1973 |
| ------------------------------------------ | ---- | ---- | ---- | ---- | ---- | ---- | ---- | ---- | ---- |
| Mistrovství světa v krasobruslení          |      |      |      |      |      | 17   | 14   | 11   |      |
| Mistrovství Evropy v krasobruslení         |      |      |      |      | 13   | 8    | 10   |      |      |
| Zimní Univerziáda                          |      |      |      |      |      |      |      | 2    |      |
| Mistrovství Československa v krasobruslení | 9    | 6    | 5    | 5    | 3    | 1    | 1    | 2    | ND   |